# Papa Liberio
Liberio (Roma, ... – Roma, 24 settembre 366) è stato il 36º vescovo di Roma e papa della Chiesa cattolica. Fu papa dal 17 maggio 352 alla morte; alcuni storici indicano la fine del suo pontificato de facto nel 355, al momento del suo esilio decretato dall'imperatore Costanzo II, che lo volle sostituire con l'antipapa Felice II, vescovo ariano.
È venerato come santo dalla Chiesa ortodossa che lo commemora il 27 agosto quale san Liberio il Confessore.

## Biografia

### I primi anni di pontificato
Papa Giulio I morì il 12 aprile 352 e, secondo il Catalogo Liberiano, il suo successore, Liberio, fu consacrato il 22 maggio. Poiché, però, il 22 maggio non era una domenica, è molto più probabile che Liberio fosse stato consacrato il 17. Della sua vita prima dell'incoronazione non si conosce nulla, salvo che era un diacono romano.
Dopo la morte di Costante I, avvenuta nel gennaio del 350, Costanzo II divenne il padrone dell'intero Impero romano. Quello di unire tutti i cristiani in una forma modificata di arianesimo fu tra gli obiettivi che perseguì con tenacia per tutta la durata del suo regno, ma il maggiore ostacolo alla realizzazione del suo disegno era il vescovo Atanasio di Alessandria, che vi si opponeva con forza e continuità, e resisteva alle violente accuse che contro di lui lanciava l'intera Chiesa d'Oriente, d'ispirazione prevalentemente ariana. Sebbene molti vescovi orientali avessero sottoscritto e recapitato al papa una lettera contro Atanasio, Liberio, come il suo predecessore Giulio, ne approvava l'assoluzione proclamata dal Concilio di Sardica, e fondò la sua ortodossia sulle decisioni del Concilio di Nicea.
Dopo la sconfitta finale dell'usurpatore Magnenzio e la sua morte nel 353, Liberio chiese all'imperatore di riunire un concilio ad Aquileia, nel quale discutere la questione di Atanasio. Ma Liberio si era reso conto che le accuse nei confronti di Atanasio celavano, in realtà, l'intenzione di colpire e demolire il Credo niceno, e che pertanto era necessario ribadirne con forza il principio e confermarlo con autorità. Ma le cose non andarono come il pontefice aveva auspicato perché Costanzo, nel frattempo, stava esercitando forti pressioni anche sui vescovi d'Occidente affinché condannassero il Patriarca di Alessandria. Il concilio fu riunito ad Arles, dove l'imperatore aveva passato l'inverno. La corruzione, i cavillosi sofismi dei vescovi ariani e le sollecitazioni dell'imperatore, che prospettò la condanna di Atanasio come l'unico modo per riportare la pace nella Chiesa, ottennero il risultato voluto: il concilio, i cui moderatori erano i vescovi di corte, che accompagnavano l'imperatore costantemente, si sciolse solo dopo che anche i vescovi occidentali ebbero sottoscritto un documento di condanna e deposizione di Atanasio. I suoi più ardenti e fermi sostenitori, che avevano prima addotto varie argomentazioni in difesa e poi si erano rifiutati di firmare il documento, vennero allontanati dalle proprie sedi ed esiliati con provvedimenti dell'imperatore che sosteneva di eseguire i decreti della Chiesa. Ai vescovi assenti fu recapitato un modulo di consenso alle decisioni del concilio. La sola cosa che la Chiesa occidentale riuscì ad ottenere in cambio della ricusazione di Atanasio fu la promessa che tutti avrebbero condannato l'Arianesimo. Il partito di corte accettò il patto, ma non onorò la sua parte. Liberio, all'arrivo di tali notizie, scrisse ad Osio di Cordova il suo profondo dolore per l'accaduto; lui stesso avrebbe preferito morire, piuttosto che essere accusato di aver accettato ingiustizia ed eterodossia.
Nel frattempo, Costanzo aveva inviato un emissario ad Alessandria, che il 22 maggio del 353 informò il patriarca che l'imperatore era disposto a concedergli un'udienza personale; ma Atanasio, che non l'aveva mai richiesta, fiutò la trappola, e non si mosse dalla sua sede. Intanto aveva già convocato un sinodo di fronte al quale si era difeso, e che alla fine del maggio 353 fece recapitare a Liberio una lettera in suo favore sottoscritta da settantacinque (od ottanta) vescovi egiziani. Costanzo accusò pubblicamente il papa di non volere la pace e di non tener conto della lettera di accuse dei vescovi orientali, ma Liberio rispose (Obsecro, tranqullissime imperator) dichiarando di aver letto la lettera dei vescovi orientali di fronte ad un sinodo riunitosi a Roma (probabilmente un sinodo di anniversario, il 17 maggio 353), ma di non averne potuto tener conto in quanto la lettera arrivata dall'Egitto era sottoscritta da un numero superiore di vescovi, ed era pertanto impossibile condannare Atanasio; egli stesso non poteva poi essere in comunione con gli orientali, poiché alcuni di loro rifiutavano di condannare Ario e appoggiavano il vescovo rivale Giorgio di Cappadocia, che accettava i presbiteri Ariani che papa Alessandro I aveva scomunicato molto tempo prima. Inoltre, si lamentava del Concilio di Arles e implorava la convocazione di un altro concilio, attraverso il quale la fede esposta attraverso il Credo Niceno potesse essere rafforzata.
Nella primavera del 355 si tenne un concilio a Milano, presenziato da Eusebio di Vercelli in rappresentanza del papa. I vescovi di corte rifiutarono l'accettazione preventiva delle disposizioni nicene, e i disordini che ne seguirono convinsero Costanzo ad intervenire personalmente: ordinò che tutti i vescovi condannassero Atanasio. I dissidenti (tra cui Eusebio di Vercelli, Lucifero di Cagliari, Dionisio di Milano e Ilario di Poitiers) furono esiliati. Inutili le proteste di Liberio, i cui legati furono a loro volta spediti in esilio.
Il papa scrisse una lettera, nota come Quamuis sub imagine, ai vescovi esiliati, chiamandoli martiri, ed esprimendo il suo rammarico per non essere stato lui stesso il primo a soffrire tale pena, così da poter essere di esempio per gli altri. Fu presto accontentato. Costanzo infatti, non era soddisfatto dalla rinnovata condanna di Atanasio da parte dei vescovi italiani che avevano ceduto alle sue pressioni a Milano. Egli sapeva che il papa era l'unico superiore ecclesiastico del vescovo di Alessandria e la conferma della sua sentenza dall'autorità del vescovo di Roma avrebbe consacrato il suo trionfo. L'imperatore inviò quindi a Roma il prefetto di palazzo, l'eunuco Eusebio, con ricchi regali e il mandato di convincere il papa a tutti i costi. La risposta di Liberio, che rifiutò i doni, non ammetteva repliche: non poteva condannare Atanasio poiché questi era stato assolto da due sinodi generali ed era stato congedato in pace dalla Chiesa romana, né, in ogni caso, secondo la tradizione, si poteva condannare una persona in contumacia; l'imperatore avrebbe dovuto annullare ciò che aveva decretato contro Atanasio e avrebbe dovuto convocare un concilio nel quale fosse stato preservato il Credo Niceno; i seguaci di Ario avrebbero dovuto essere espulsi e la loro eresia sottoposta ad anatema; i non ortodossi non avrebbero dovuto sedere in tale sinodo. Prima si doveva stabilire la fede e solamente dopo si sarebbero potute trattare tutte le altre questioni. Compreso che non si trattava più di convincere Liberio a condannare Atanasio, ma di evitare di gettare formalmente l'anatema sugli ariani, Costanzo ordinò al praefectus urbi di Roma, Flavio Leonzio, di arrestare Liberio e di trascinarlo a corte. La cattura avvenne nottetempo, per evitare che il popolo di Roma, particolarmente fedele al suo vescovo, causasse disordini. L'imperatore, di fronte alla ferma posizione del papa, che non arretrò dalle sue posizioni lo bandì a Beroea in Tracia, spedendogli cinquecento pezzi d'oro per le sue spese, che Liberio rifiutò affermando che Costanzo ne avrebbe avuto bisogno per pagare i suoi soldati. Al suo posto, Costanzo fece eleggere l'arcidiacono Felice. Atanasio venne di nuovo esiliato.

### Esilio
La fermezza di Liberio impressionò il popolo di Roma, che continuò a considerarlo suo legittimo vescovo, quasi ignorando Felice. Costanzo si rese conto del fallimento del suo designato quando, il 1º aprile 357, in occasione di una sua visita a Roma, ricevette suppliche e proteste in favore di Liberio. Ed era inoltre consapevole che non esisteva alcuna motivazione canonica che giustificasse l'esilio di Liberio e l'intromissione di Felice.

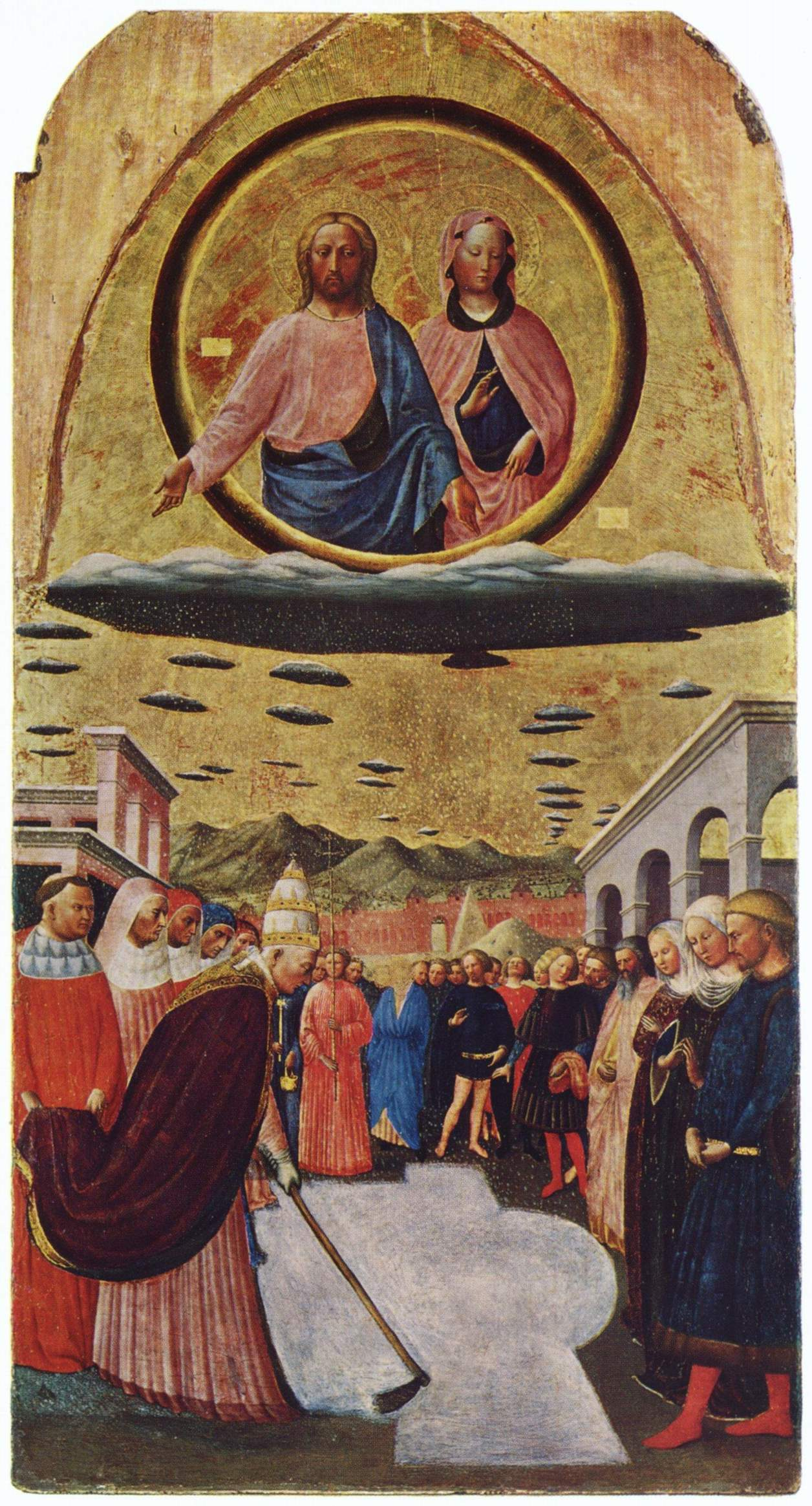
Papa Liberio mentre traccia, secondo la leggenda, il perimetro della chiesa dedicata a santa Maria ad Nives, in seguito basilica di Santa Maria Maggiore (tavola della Fondazione di Santa Maria Maggiore, Masolino, 1425-1428)

Nulla fa supporre che Felice fosse riconosciuto da vescovi non romani, tranne che da quelli del partito di corte e da qualche ariano estremo, e l'atteggiamento intransigente tenuto da Liberio durante il suo bando dovette fare molto danno alla causa che l'imperatore aveva a cuore. Non sorprende apprendere che Liberio tornò a Roma già nell'estate del 358, e che all'estero si rumoreggiasse di una sua sottoscrizione della condanna di Atanasio e di una sua approvazione del Credo ariano.
Il motivo per cui l'imperatore fece tornare Liberio dall'esilio viene riferito in più versioni. Secondo quanto racconta Teodoreto di Cirro, Costanzo fu spinto a richiamare il papa dalle suppliche delle matrone romane, ma quando la sua lettera, che diceva che Liberio e Felice dovevano essere vescovi insieme, fu letta nel circo, i romani lo derisero, e proruppero nel grido di "Un solo Dio, un solo Cristo, un solo vescovo". Sia Tirannio Rufino che lo storico ariano Filostorgio affermavano che i romani pretesero il ritorno del loro papa, mentre Sulpicio Severo e Sozomeno riportavano di violente sedizioni a Roma. Socrate Scolastico fu più preciso e dichiarò che i romani si sollevarono contro Felice e lo scacciarono, cosicché l'imperatore fu obbligato a essere acquiescente.
In ogni caso, Filostorgio riferì che Liberio si reinsediò solamente quando ebbe acconsentito a sottoscrivere una formula di compromesso, elaborata dopo l'estate del 357 dai vescovi di corte, che rifiutava i termini homoùsios (="della stessa sostanza del Padre", la formulazione approvata nel Credo niceno) e homoioùsios (=”simile, nella sostanza, al Padre”, la formulazione ariana del gruppo moderato degli omoiusiani, che accettavano la somiglianza ma non l'uguaglianza, a differenza degli ariani puri, detti anomei, che invece professavano la netta differenza.). Girolamo, nella sua Cronaca, affermava che Liberio "vinto dalla noia dell'esilio, dopo aver sottoscritto l'eresia rientrò a Roma in trionfo". Anche la prefazione al Liber Precum parlava della sua caduta nell'eresia. Atanasio, verso la fine del 357, scrisse: "Liberio, dopo essere stato esiliato, tornò dopo due anni, e, per paura della morte con la quale fu minacciato, firmò" (Hist. Ar., XLI). Ilario di Poitiers, in un'opera del 360, scriveva a Costanzo: "Io non so quale sia stata l'empietà più grande, se il suo esilio o la sua restaurazione" (Contra Const., II). In contrapposizione alla versione di Filostorgio vi è la lista dei vescovi, sempre di Ilario di Poitiers, che composero la formula sottoscritta da Liberio. La lista non lascerebbe dubbi sul fatto che la versione fosse quella formulata nel primo concilio di Sirmio nel 351, contenente il termine homoioùsios e quindi era una formula quanto mai generica, che permetteva in sostanza a ognuno di conservare le proprie convinzioni. Nonostante questo rimangono comunque dei dubbi sulla reale formula a cui Liberio aderì, in quanto a oggi non si hanno informazioni sufficienti per decidere se la formula accettata fu la prima, del 351, quella indicata da Ilario, la seconda, del 357, quella indicata da Filostorgio o addirittura una terza, quella menzionata da Sozomeno.
La versione di Sozomeno, che non trova riscontro in nessun altro scrittore, afferma che Costanzo, rientrato da Roma, fece convocare Liberio al terzo concilio di Sirmio (357) e là il papa fu costretto dai vescovi semiariani, Basilio di Ancira, Eustazio di Sebaste, ed Eleusio, a rinnegare l'homoùsion e a sottoscrivere una combinazione di tre formule: quella del concilio di Antiochia del 267 contro Paolo di Samosata (nel quale l'homoùsion venne rifiutato come tendenza sabelliana), quella del sinodo di Sirmio che condannò Fotino nel 351, e il Credo del concilio di Antiochia del 341. Queste formule non erano propriamente eretiche, e questo potrebbe aver indotto il pontefice ad accettarle, avendo preteso una formulazione in cui fosse previsto che il Figlio è "in tutte le cose simile al Padre". La versione di Sozomeno non è però storicamente accettabile, poiché i semiariani si unirono solo all'inizio del 358 e la loro breve influenza sull'imperatore cominciò a metà di quell'anno. Inoltre, la formula "in tutte le cose simile" non faceva parte della panoplia semiariana del 358, ma va fatta risalire all'anno successivo.
Qualunque sia stato il vero motivo della ricusazione di Liberio, la sua figura morale ne esce comunque compromessa, avendo di fatto rinnegato se stesso e il suo passato di coerenza. Come osserva il Duchesne, la sua fu non solo "una debolezza", ma piuttosto "una caduta".

### Ultimi anni di pontificato
Quando Liberio tornò a Roma, la comunità romana non poteva aver saputo del cedimento, e infatti il papa, come riferisce Girolamo, rientrò a Roma come un conquistatore. Felice, la cui presenza era stata imposta dall'imperatore in cogestione del trono papale (e accettata da Liberio, il che rende la sua posizione ancora più grave), fu invece scacciato dalla comunità romana, e non poté più farvi ritorno. L'episodio assume una particolare rilevanza storica in quanto è la prima volta che il popolo di Roma, che nei secoli successivi in diverse occasioni svolgerà un ruolo fondamentale in queste faccende, impone la sua volontà nell'elezione o nella cacciata di un pontefice.
Nel 359, comunque, furono convocati simultaneamente i concili di Seleucia e di Ariminum. Al secondo, dove la maggior parte dei circa 400 vescovi presenti era vicina alla Chiesa di Roma, le pressioni, le minacce d'esilio, i ritardi e le macchinazioni del partito di corte ebbero ragione della resistenza dei vescovi, che sottoscrissero (salvo ritrattarla ben presto) una formula semi-ariana secondo cui il Figlio, pur essendo creato dal Padre, non era costituito dalla stessa sostanza (homoùsios) del Padre. La disapprovazione di Liberio fu presto palese. Alla fine del 361, quando morì Costanzo, oltre ad essere revocate le condanne all'esilio per tutti i vescovi, in accordo col nuovo imperatore Giuliano il papa annullò pubblicamente le decisioni di Rimini e, con l'accordo di Atanasio ed Ilario, confermò nel loro incarico i vescovi che avevano sottoscritto e successivamente ritirato la loro adesione, a condizione di provare la sincerità del loro pentimento tramite lo zelo contro gli ariani. Inoltre, firmò un decreto che vietava di ribattezzare coloro che avevano ricevuto il battesimo ariano.
Intorno al 366 Liberio ricevette una delegazione di semiariani guidata da Eustazio. Li trattò dapprima come eretici, insistendo sulla loro accettazione della formula Nicena, poi ammise alla comunione i più moderati del vecchio partito ariano. Non poteva sapere che molti di loro sarebbero risultati, in seguito, contrari sulla questione della Divinità dello Spirito Santo.
Risale a questo periodo la leggenda relativa alla costruzione della "Basilica Liberiana", poi chiamata basilica di Santa Maria Maggiore. Nella notte tra il 4 e il 5 agosto 364 la Vergine Maria apparve in sogno a Liberio (ma secondo un'altra versione apparve contemporaneamente anche a un certo Giovanni, un ricco patrizio che poi riferì il sogno al papa) e gli chiese di costruire una cappella nel luogo in cui il mattino successivo avesse trovato della neve fresca. Secondo la Historia ecclesiastica, durante la notte si ebbe una miracolosa nevicata sul colle Esquilino, in cima al quale venne poi edificata la basilica.
Papa Liberio morì il 24 settembre 366 e fu sepolto nelle Catacombe di Priscilla.
Secondo il Liber Pontificalis
Secondo il Liber Pontificalis Liberio era romano di nascita, esiliato da Costanzo perché si rifiutò di acconsentire all'eresia ariana, e trascorse tre anni in esilio. Al suo posto fu ordinato Felice, Presbitero e Vescovo. In seguito Costanzo convocò un Concilio con gli eretici (mentre Liberio, richiamato, tornava a Roma) e rimosse dall'Episcopato Felice. Liberio morì qualche tempo dopo il sesto giorno (24 settembre 366)